# الاتحاد السعودي للطيران الشراعي
الاتحاد السعودي للطيران الشراعي (شاهين) هو الجهة الرسمية الوحيدة المعنية بالطيران الشراعي «بدون محرك» في المملكة العربية السعودية، بعضوية الاتحاد العالمي للرياضات الجوية، ويقع المقر الرئيسي للاتحاد في مدينة أبها في منطقة عسير جنوب السعودية.

## الأهداف
يهدف الاتحاد إلى توفير بيئة مناسبة وجاذبة للهواة والمحترفين في رياضة الطيران الشراعي وتأهيل جيل ينافس في المسابقات المحلية والدولية، ويسهم في تحقيق هدف تعزيز مجتمع حيوي ونابض في ظل رؤية السعودية 2030، وزيادة نسبة ممارسي الرياضة من 19% في 2020 إلى 40% بحلول عام 2030.

## وصلات خارجية
- الموقع الرسمي.